# Аконкагуа (винний регіон)

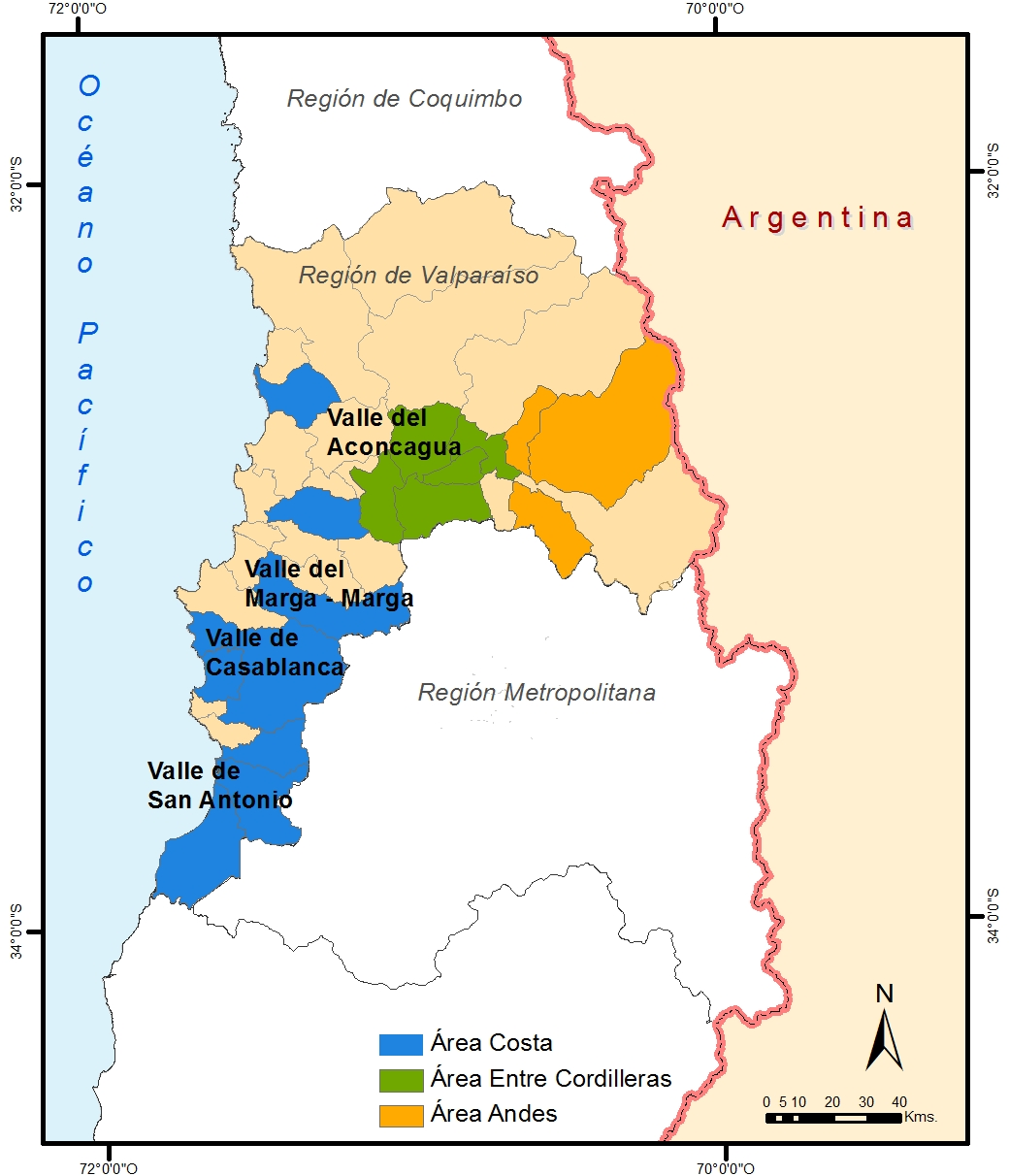
Винний регіон Аконкагуа, Чилі

Аконкагуа один із шести виноробних регіонів Чилі, офіційно визнаний відповідно до положень Декрету про сільське господарство No 464 від 14 грудня 1994 року, який встановлює виноградарське районування країни.
Чилійські вина з цим позначенням походження повинні бути виготовлені з 75 % винограду з регіону.

## Підрегіони
Винний регіон розташований в районі Вальпараїсо і включає три виноробних субрегіони: долину Касабланка, долину Аконкагуа та долину Сан-Антоніо .
Він відповідає адміністративним провінціям Сан-Феліпе де Аконкагуа, Лос-Анд та Кільота .
Регіон Аконкагуа включає: Панкеуе, Льяйльяй, Quillota, Санта — Марія, Іхуелас, Катему, Сан — Феліпе, Калле Ларга і Сан — Естебан
Виноробний субрегіон долини Касабланки поширюється на адміністративну комуну Касабланка
Субрегіон Валле-де-Сан-Антоніо охоплює адміністративну провінцію Сан-Антоніо. Тут знаходиться виноробний район Валле-де-Лейда, а також виноградарські райони Картахена та Альгарробо, що відповідають однойменним адміністративним комунам.
Долина Лейда включає виноробний район Сан-Хуан, який відповідає адміністративним межам комуни Сан-Антоніо та виноробний район Санто-Домінго — відповідає комуні Санто-Домінго .

## Виноградарство
За даними Національного реєстру фруктів 2015 року та Національного реєстру вин 2014 року регіон Вальпараїсо має 20 933,09 га виноградників. З них приблизно 51 % площі виноградників в регіоні є виробництво фруктів на експорт, а 49 % вирощеного винограду призначено для виробництва вин.

### Білі сорти
Сорти винограду, які призначаються для виробництва білого вина мають оброблювану площу 6 338,32 га, що становить 62 % площі виноградників.
У регіоні Вальпараїсо вирощується 16 білих сортів: Ченін Блан, Гевюрцтрамінер, Александрійський мускат, Марсанна, Русанна, Рожевий Мокател (або пастила), Піно Блан, ВІОНА, Совіньйон Гри, Піно Гри, Рислінг, Совіньон верт, Semillon, Torontel, Chardonnay з 2,246.16 га і Sauvignon Blanc з 3,739.47 га є найбільш широко вирощуваними білими сортами.

### Червоні сорти
У всьому регіоні Вальпараїсо на площі 3823,87 га, тобто 38 % виноградників, вирощують сорти червоних вин.
Червоні сорти: Аліканте Буше, Каріньян, Каберне Фран, Гарнаха, Каберне Совіньйон, Санджовезе, Петі Сира,Карменер, Мальбек, Мерло, Португальський блю, Монастрель, Місія (або країна), Марселан, Петі Вердо, Петі Вердо, Темпранільйо, Сіра, Тінторерас, Зінфандель та Піно Нуар, який вирощується на площі 1 916,64 га і є найбільш культивованим червоним сортом в регіоні.

## Виноградарство
На 2015 рік у регіоні Вальпараїсо було задекларовано виробництво 171 750 літрів вина. Це відповідає 0,1 % національного виробництва.
Більша частина виробництва вина на основі сортів винограду відповідає червоному вину — 110 565 літри, а потім білому вину — 52 685 літри.
Зафіксовано виробництво білого сусла 4000 літрів на основі сортів винограду та виробництво чичі на 4500 літрів на основі сортів винограду.

### Столові сорти
Регіон Вальпараїсо задекларував виробництво 670 580 літрів вина на основі столових сортів винограду та виробництво 86000 літрів червоного вина і 68800 літрів білого вина.
Також було виготовлено 294900 літрів білого сусла та 116 500 для червоних вин на основі столових сортів.
В цьому регіоні зосереджено 91,3 % національного виробництва чичі на основі столових сортів. Згідно задекларованих даних, для цього було виготовлено 104 380 літрів.